# آلن پارکر
سِر آلن ویلیام پارکر (به انگلیسی: Sir Alan William Parker)؛ (زاده ۱۴ فوریهٔ ۱۹۴۴ در لندن – درگذشته ۳۱ ژوئیهٔ ۲۰۲۰ در لندن) کارگردان، تهیه‌کننده و فیلم‌نامه‌نویس اهل انگلستان بود. وی در طول زندگی هنری خویش در سبک‌ها و گونه‌های گوناگونی فیلم ساخت.
آلن پارکر در سال ۱۹۷۴ فیلم بیرون‌رانده‌شدگان را برای بی‌بی‌سی ساخت که برنده جایزه بفتا شد. پارکر، آثاری چون دیوار پینک فلوید، خاکسترهای آنجلا، قطار سریع‌السیر نیمه‌شب، میسیسیپی می‌سوزد، اویتا، و باگزی مالون را در کارنامه خود دارد. آلن پارکر اگرچه شخصاً برنده جایزه اسکار نشد اما آثار او برنده ۱۰ جایزه گلدن گلوب و ۱۰ جایزه اسکار شدند.

## زندگی
آلن پارکر در ۱۴ فوریهٔ ۱۹۴۴ در خانه‌ای سازمانی در منطقهٔ ایزلینگتون لندن، در خانواده‌ای از طبقه کارگر، زاده و بزرگ شد. این ریشه کارگری، در شکل‌گیری سینمای او نقش چشمگیری داشت.
پس از فارغ‌التحصیلی از دبیرستان، به جای رفتن به دانشگاه، به کار در آژانس‌های تبلیغاتی مشغول شد و از نامه‌رسانی، به مسئول نوشتن متن تبلیغات رسید. در همین محیط با دو تهیه‌کننده آینده سینمای بریتانیا دیوید پوتنام و الن مارشال آشنا شد. دیوید پوتنام، آلن پارکر را به نوشتن فیلمنامه تشویق کرد؛ بنابراین پارکر، شب‌ها و پس از بازگشت به خانه، فیلم‌نامه‌ای می نوشت که از روی آن در سال ۱۹۷۱ فیلمی به نام آهنگ ساخته شد. موفقیت پارکر در ساخت فیلم‌های تبلیغاتی، به همکاری مشترک با الن مارشال انجامید. شرکتی که آن‌ها راه انداختند به مهم‌ترین نام در دنیای تبلیغات تلویزیونی و سینمایی در بریتانیا تبدیل شد.
کار در زمینه فیلم‌های تبلیغاتی برای تلویزیون بریتانیا برای پارکر، ناخوشایند بود زیرا از دید او معمولاً آثاری خیلی ضعیف بودند. او در زیرزمین دفتر تبلیغاتی محل کار خود، کار با دوربین را آموخت و به گفتهٔ خودش در آن هنگام، تنها چیزهایی که دربارهٔ فیلم‌سازی می‌دانست گفتن دو کلمهٔ «اکشن» و «کات» بود. نخستین فیلم سینمایی آلن پارکر، فیلم نیمه‌بلند به دل نگرفتم No Hard Feelings (۱۹۷۳) دربارهٔ بحران نوجوانی، و بر پایه تجربه شخصی خود از جنگ جهانی دوم و بمباران‌های شبانه لندن بود. پارکر برای ساخت این فیلم خانهٔ خود را در گروی بانک گذاشت و با وامی که گرفت فیلم را بدون پشتیبان مالی به پایان رساند. بی‌بی‌سی فیلم را خرید، اما برای سه سال آن را نمایش نداد.
آلن پارکر  دو فیلم قطار سریع‌السیر نیمه‌شب (۱۹۷۸) و رفتن به اوج (۱۹۸۲) را در ایالات متحده آمریکا ساخت.
مهم‌ترین ساخته آلن پارکر، دیوار پینک فلوید (۱۹۸۲) است. این فیلم، صدای نسل زاده جنگ جهانی دوم است که با وجود پیشرفت و آسایش مدرن، هنوز از کابوس تجربه‌های تاریک جنگ و مدرسه، رها نشده‌اند. پارکر در هیچ‌کدام از فیلم‌های بعدی خود نتوانست صدای یک نسل بودن را تکرار کند.

## جوایز
او در مجموع برای فیلم‌هایش برنده نوزده جایزه فیلم بفتا، ده جایزه گلدن گلوب و شش جایزه اسکار شد.
- برنده بفتای بهترین کارگردانی برای فیلم تعهدات

## درگذشت
آلن پارکر در ۳۱ ژوئیه ۲۰۲۰ در سن ۷۶ سالگی و پس از یک دوره بیماری مزمن درگذشت.

## فیلم‌شناسی
- آهنگ (۱۹۷۱) (نویسنده)
- Our Cissy (۱۹۷۴) (فیلم کوتاه)
- Footsteps (۱۹۷۴) (فیلم کوتاه)
- The Evacuees (۱۹۷۵) (سریال تلویزیونی)
- باگزی مالون (۱۹۷۶)
- قطار سریع‌السیر نیمه‌شب (۱۹۷۸)
- شهرت (۱۹۸۰)
- Shoot the Moon (۱۹۸۲)
- دیوار پینک فلوید (۱۹۸۲)
- بردی (۱۹۸۴)
- قلب فرشته (۱۹۸۷)
- میسیسیپی می‌سوزد (۱۹۸۸)
- بیا بهشت را ببین (۱۹۹۰)
- تعهدات (۱۹۹۱)
- The Road to Wellville (۱۹۹۴)
- اویتا (۱۹۹۶)
- خاکسترهای آنجلا (۱۹۹۹)
- زندگی دیوید گیل (۲۰۰۳)

## برای مطالعهٔ بیشتر
- https://www.bbc.com/persian/arts-53618968
- https://deadline.com/2020/07/alan-parker-dies-director-of-bugsy-malone-midnight-express-evita-was-76-1203000762/
- https://www.latimes.com/obituaries/story/2020-07-31/alan-parker-dead
- https://www.cnn.com/2020/07/31/entertainment/alan-parker-obit-gbr-intl-scli/index.html
- https://www.theguardian.com/film/2020/jul/31/alan-parker-obituary
- https://www.nytimes.com/2020/07/31/movies/alan-parker-versatile-film-director-is-dead-at-76.html
- https://variety.com/2020/film/global/alan-parker-dies-bugsy-malone-midnight-express-1234722160/
- https://www.theguardian.com/film/2020/jul/31/alan-parker-director-of-midnight-express-and-bugsy-malone-dies-aged-76
- https://www.hollywoodreporter.com/news/alan-parker-dead-fame-midnight-express-mississippi-burning-director-was-76-1294697